# Opera din Roma
Opera din Roma (în italiană Teatro dell’Opera di Roma) a fost inaugurată pe 27 noiembrie 1880 cu spectacolul Semiramida de Gioachino Rossini. Construcția clădirii a durat 18 luni și a fost finanțată de Domenico Costanzi. Inițial a purtat numele finanțatorului, fiind cunoscută ca Teatro Costanzi.